# 尼科斯·迪米特拉托斯
尼科斯·迪米特拉托斯（希臘語：Νίκος Δημητράτος；1894年—1944年）是希腊的一个社会主义活动家和律师。
他出生在凯法利尼亚岛。他的哥哥是后来在扬尼斯·梅塔克萨斯独裁政府担任劳工部长的阿里斯泰迪斯·迪米特拉托斯，堂兄则是同为社会主义领导人的帕纳吉斯·迪米特拉特斯。他在雅典大学法学院学习，毕业后成为律师。在1918年11月希腊社会主义工人党（现名希腊共产党）的成立大会上，他领导该党的左翼派系，并当选为中央委员会书记，直到1922年；1924年，在接受社会民主主义思想后，他被该党开除。随后，他尝试创建一个社会主义政党，但未能成功。从1927年起，他退出政治活动，专心从事律师工作。余生，他生活在雅典，并于1944年去世。